# Urban Lesjak
Urban Lesjak (Celje, 24 de agosto de 1990) es un jugador de balonmano esloveno que juega de portero en el RK Trimo Trebnje. Es internacional con la selección de balonmano de Eslovenia.
Con la selección ganó la medalla de bronce en el Campeonato Mundial de Balonmano Masculino de 2017.

## Palmarés

### Celje
- Liga de balonmano de Eslovenia (5): 2014, 2015, 2016, 2017, 2018
- Copa de Eslovenia de balonmano (7): 2012, 2013, 2014, 2015, 2016, 2017, 2018

### Eurofarm Pelister
- Liga de Macedonia del Norte de balonmano (2): 2023, 2024

## Clubes
- RK Celje (2010-2018)
- TSV Hannover-Burgdorf (2018-2022)[5]
- Eurofarm Pelister (2022-2024)
- RK Trimo Trebnje (2024- )